# Гіперпаратиреоз
Гіперпаратиреоз (аденома паращитоподібної залози, гіперпаратиреоїдоз, гіперпаратиреоїдна фіброзна остеодистрофія) — захворювання, яке виникає внаслідок підвищення секреції паратгормону паращитовидними залозами. Паратгормон посилює виділення фосфору з сечею, що призводить й до втрати кальцію, мобілізації його з кісток із гіперкальціємією та деяким посиленням виділення кальцію із сечею та відкладанням у тканинах.

## Класифікація
- Первинний гіперпаратиреоз. Первинний гіперпаратиреоз, обумовлений гіперкальціємією внаслідок надмірного синтезу паратгормону. Розрізняють декілька клінічних форм: кісткову, ниркову, шлунково-кишкову (виразка шлунка, панкреатит, холецистит), серцево-судинну (артеріальна гіпертонія) та інші. У 50 % випадків хвороба протікає безсимптомно і тільки виявлена гіперкальціємія дозволяє запідозрити гіперпаратиреоз. Клінічні прояви первинного гіперпаратиреозу характеризуються ураженням центральної нервової системи з наявністю стомлюваності, слабкості, головного білю, депресії, порушенням апетиту, психозів і коматозних станів.
- Вторинний гіперпаратиреоз. Вторинний гіперпаратиреоз є компенсаторною реакцією на тривалу гіпокальціємію, розвивається в результаті порушення процесів всмоктування в кишечнику (синдром мальабсорбції) або рахіті, синдромі Фанконі і хронічній нирковій недостатності. Вміст кальцію в сироватці крові в нормі або знижений (ніколи не буває підвищеним), а концентрація неорганічного фосфору підвищена (при нирковій формі вторинного гіперпаратиреозу) або знижена (при кишковій формі). Клінічно вторинний гіперпаратиреоз проявляється симптомами і ознаками основного захворювання. При гіпокальціємії спостерігаються парестезії різної локалізації з характерними спазмами м'язів кистей і стоп. У проксимальних відділів кінцівок наголошується слабкість м'язів. Зміни кісткової тканини проявляються остеопорозом, остеосклерозом або фіброзно-кістозним оститом.
- Третинний. Вторинний гіперпаратиреоз при хронічниму гемодіалізі швидко переходить в третинний гіперпаратиреоз, коли гіперплазія паращитовидних залоз трансформується в аденому, надмірно секретуючий паратгормон.

## Етіологія
- Аденома паращитоподібної залози
- Синдром Множинної ендокринної неоплазії

## Симптоми

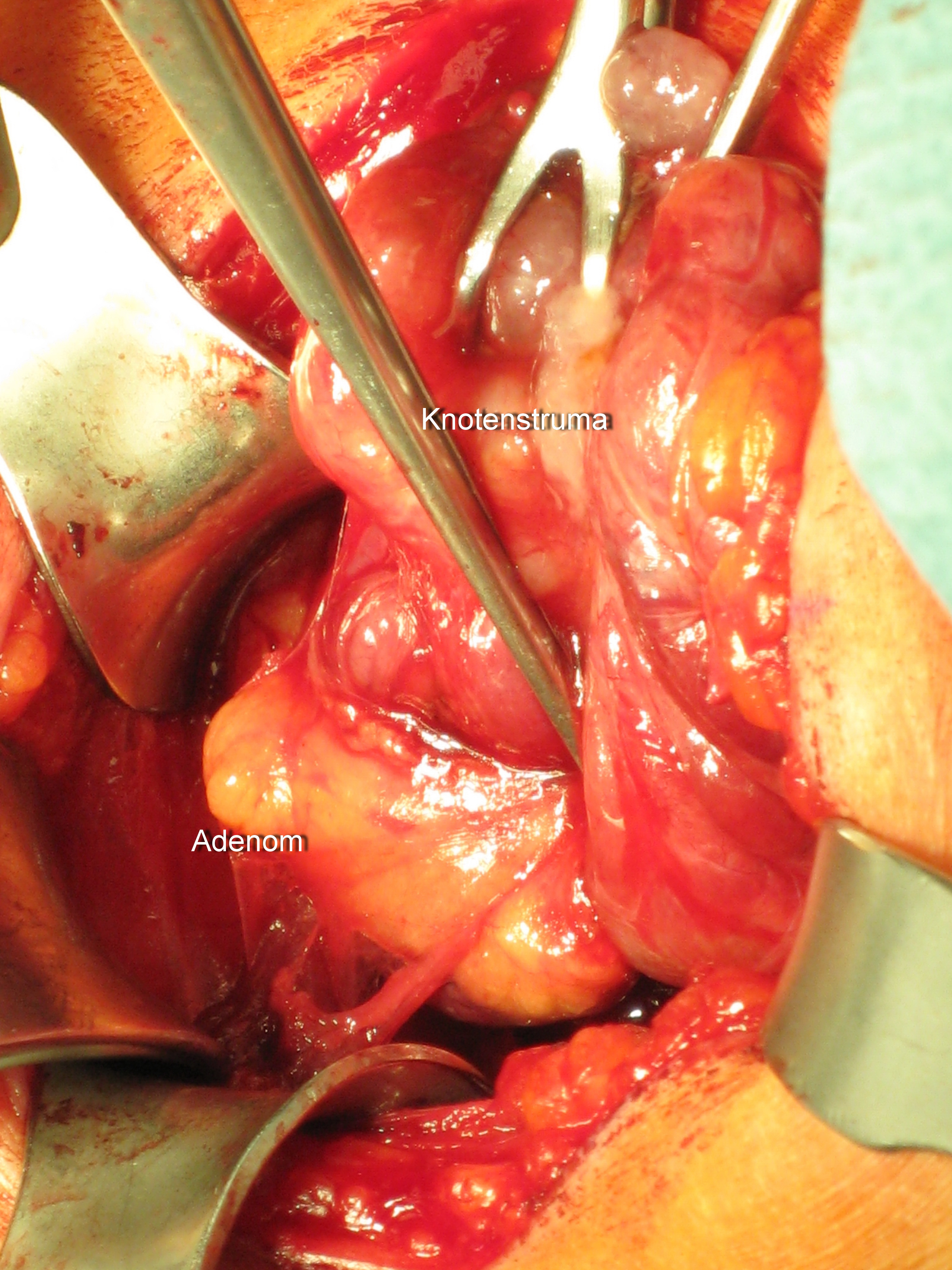
На знімку макропрепарат аденоми паращитоподібної залози (автор Thomas Zimmermann)

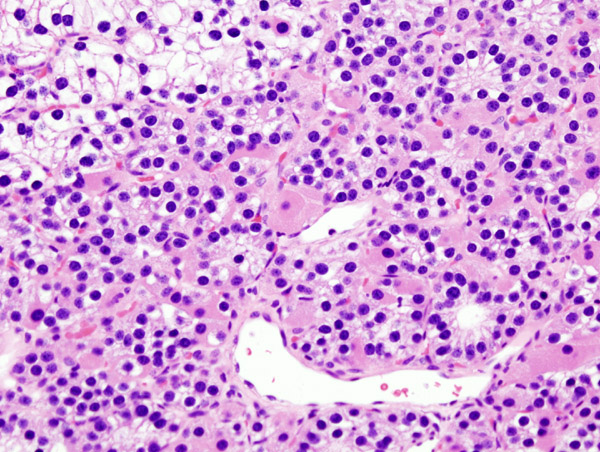
Мікрознімок аденоми паращитоподібної залози. Фарбування Г-Е

Визначається слабкість, втрата апетиту, біль у підвилочковій ділянці, диспептичні явища. Об'єктивно відмічають тахікардію. Особливо звертає увагу біль у кістках, який може поступово зростати, супроводжуватись спонтанними переломами.Крім того, при ультразвуковому дослідженні нирок може бути виявлено каміння.
- Рентгенологічно визначають субпериостальну резорбцію кістки, а на пізніших стадіях великі осередки розрідження кісткової тканини.
- На ЕКГ можливі ознаки гіперкальціємії: вкорочення інтервалу Q-T, поширення QRS, зниження зубця T та збільшення зубця R.

Відкладання кальцію у нирках може призвести до їхнього значного пошкодження із виникненням артеріальної гіпертензії та порушенням видільної функції.
Слід зазначити, що аналогічні порушення кальцієвого обміну з відповідними клінічними проявами можуть бути при передозуванні вітаміном D, метастазах пухлин у кістки, деяких ураженнях нирок, що необхідно враховувати при встановленні діагнозу.

## Діагностика
- Вимірювання рівня паратгормону
- Вимірювання рівня загального та іонізованого кальцію (Ca++)
- Вимірювання рівня фосфору в крові
- Сканування з Tc-99m-MIBI[4]
- Ультразвукове дослідження органів шиї

## Лікування
Видалення пухлини або резекція паращитовидних залоз при їхній дифузній гіперплазії.